# Frank Lebœuf
Franck Alain James Leboeuf ili Frank Lebœuf (Marseille, Francuska, 22. siječnja 1968.) je bivši francuski nogometaš i nacionalni reprezentativac. S Francuskom je osvojio naslov svjetskog (Francuska 1998.) i europskog (Belgija / Nizozemska 2000.) prvaka te Kup konfederacija (Japan / Južna Koreja 2001.).

## Karijera

### Klupska karijera
Lebœuf je profesionalnu karijeru započeo 1988. godinje u Lavalu. Nakon tri sezone otišao je u Strasbourg s kojim je 1995. osvojio Intertoto kup. Godinu dana potom kupuje ga londonski Chelsea za 2,5 milijuna GBP.
U Chelseaju je odigrao preko 200 utakmica u svim natjecanjima te je zabio 24 pogotka. Gotovo sve pogotke za Chelsea je postigao kroz jedanaesterce. Promašio je svega tri puta: protiv Leicester Cityja, Blackburn Roversa i rotterdamskog Feyenoorda.
S klubom je osvojio svoj drugi Intertoto kup te po jedan FA i Liga kup, Community Shield te Superkup Europe.
2001. Lebœuf se vraća u rodni Marseille gdje potpisuje za tamošnji Olympique. Poslije dvije godine igranja za klub, Frank odlazi u Katar gdje je nastupao za Al-Sadd i Al-Wakrah nakon čega je 2004. prekinuo profesionalnu karijeru.

### Reprezentativna karijera
Lebœuf je bio francuski reprezentativac u razdoblju od 1995. do 2002. godine. U tom plodnom razdoblju, igrač je s reprezentacijom osvojio naslov svjetskog (Francuska 1998.) i europskog (Belgija / Nizozemska 2000.) prvaka te Kup konfederacija (Japan / Južna Koreja 2001.).
Tijekom Mundijala u Francuskoj 1998., igrača je izbornik Jacquet uglavnom koristio kao rezervu dok je u samom finalu bio u prvom sastavu kao zamjena za Laurenta Blanca koji je u prijašnjoj utakmici dobio crveni karton. Lebœuf je u finalu "čuvao" Ronalda te se istaknuo odličnim obrambenim karakteristikama.
Zbog uspjeha ostvarenog 1998., Lebœufu je zajedno s reprezentativcima i izbornikom Jacquetom dodijeljen red viteza francuske Legije časti.

#### Pogoci za reprezentaciju
| #  | Datum             | Mjesto                | Protivnik    | Pogodak | Rezultat | Natjecanje                                        |
| -- | ----------------- | --------------------- | ------------ | ------- | -------- | ------------------------------------------------- |
| 1. | 6. rujna 1995.    | Auxerre, Francuska    | Azerbajdžan  | 5 : 0   | 10 : 0   | Kvalifikacije za EURO 96' u Engleskoj             |
| 2. | 6. rujna 1995.    | Auxerre, Francuska    | Azerbajdžan  | 9 : 0   | 10 : 0   | Kvalifikacije za EURO 96' u Engleskoj             |
| 3. | 9. lipnja 1999.   | Barcelona, Španjolska | Andora       | 0 : 1   | 0 : 1    | Kvalifikacije za EURO 00' u Belgiji i Nizozemskoj |
| 4. | 26. svibnja 2002. | Suwon, Južna Koreja   | Južna Koreja | 2 : 3   | 2 : 3    | Prijateljska utakmica                             |

## Privatni život
Lebœuf je jedno vrijeme proveo u Los Angelesu gdje je igrao za amaterski Hollywood United.
Igrač se 2001. pojavio u filmu Taking Sides dok je 2010. sudjelovao u francuskoj verziji Survivora.

## Osvojeni trofeji

### Klupski trofeji
| Klub       | Trofej                | Sezona / godina |
| Francuska  | Francuska             | Francuska       |
| ---------- | --------------------- | --------------- |
| Strasbourg | Intertoto kup         | 1995.           |
| Engleska   |                       |                 |
| Chelsea    | FA Kup                | 1997.           |
| Chelsea    | FA Kup                | 2000.           |
| Chelsea    | Liga kup              | 1998.           |
| Chelsea    | Kup pobjednika kupova | 1998.           |
| Chelsea    | FA Community Shield   | 2000.           |
| Chelsea    | Europski Superkup     | 1998.           |
| Katar      |                       |                 |
| Al-Sadd    | Katarsko prvenstvo    | 2003./04.       |
| Al-Wakrah  | Kup šeika Jassema     | 2002./03.       |

### Reprezentativni trofeji
| Turnir                                     | Trofej | Godina |
| ------------------------------------------ | ------ | ------ |
| SP u Francuskoj                            | Zlato  | 1998.  |
| EP u Nizozemskoj i Belgiji                 | Zlato  | 2000.  |
| Kup konfederacija u Japanu i Južnoj Koreji | Zlato  | 2001.  |

## Vanjske poveznice
- FRANCE VS. AZERBAIJAN 10 - 0
- ANDORRA VS. FRANCE 0 - 1
- KOREA REPUBLIC VS. FRANCE 2 - 3